# Adjuitsuppa
Adjuitsuppa, eskimsko naselje i danska trgovačka postaja iz 19. stoljeća na jugozapadu Grenlanda, na 60°27' geografske širine.
Kod ranih autora nazivano je Südpröven (Koldewey,  German  Arct.  Exped., 182,1874.)  Sydpröven (Meddelelser  om  Gronland, xvi,  map,  1896.)